# Прузенька
Прузенька — ручей, левый приток речушки Вепрянка. Длина несколько километров. Начинается в километре восточней деревни Митюли Починковского района Смоленской области. Протекает в направлении на северо-запад до впадения в Вепрянку. На ручье находится деревня Митюли.
На карте к Плану Генерального Межевания Смоленской Губернии 1790 года ручей называется Митюлевка и считается, что Вепрянка впадает в него, а не наоборот.